# Intersyndicale plénière des travailleurs - Convention nationale des travailleurs
Pour les articles homonymes, voir Confédération nationale du travail.
L'Intersyndicale plénière des travailleurs - Convention nationale des travailleurs (en espagnol, Plenario intersindical de trabajadores - Convención nacional de trabajadores (PIT-CNT), est la seule confédération syndicale uruguayenne. 

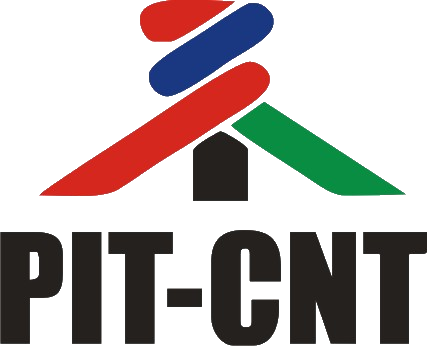
Logo de la PIT-CNT.

## Historique
Son nom actuel provient d'une part de la Convention nationale des travailleurs (CNT) créée en 1964, et interdite après le coup d'État du 27 juin 1973, d'autre part de l'Intersyndicale plénière des travailleurs (PIT), créée en 1982, alors que la junte militaire accordait une libéralisation relative du régime. Le 1er mai 1984, la confédération reprit son nom initial de CNT, sans abandonner le sigle PIT. La PIT-CNT compte aujourd'hui 64 fédérations syndicales, avec 200 000 affiliés, dont 150 000 cotisent de façon régulière.
Le gouvernement Vázquez (Front large) ayant passé plusieurs réformes en faveur des droits syndicaux (Loi de protection et de promotion de la liberté syndicale du 2 janvier 2006 et décret n°145/05 sur les occupations d'usine et d'entreprises ), l'affiliation syndicale est passée durant son gouvernement de 109 000 affiliés  au dernier congrès de la confédération avant l'arrivée au pouvoir de Tabaré Vázquez, en 2005, à 250 000 en 2008.

## La CNT
La Convention nationale des travailleurs (CNT) fut créée en mai 1964 lors d'une assemblée où participèrent aussi bien les syndicats affiliés à la Central de Trabajadores del Uruguay (CTU, Centrale des travailleurs d'Uruguay) que les non-affiliés. En avril 1965, elle organisa une grève importante, suivie, en août 1965, du Congrès du Peuple, réunissant des représentants des organisations syndicales, estudiantines, coopératives, de retraités, des petits producteurs, de l'éducation et de la culture, etc., qui formula un « Programme de solutions à la crise », proposant d'importantes réformes (agraire afin de mettre fin à la sous-production latifundiaire, réforme dans le commerce extérieur, l'industrie, la banque, l'éducation, etc.) et réclamait plus de libertés syndicales. 
Cela fut suivi du Congrès d'unification syndicale (28 septembre - 1er octobre 1966), au cours duquel la CTU décida de s'auto-dissoudre afin d'unifier tous les syndicats dans la CNT. Le nouveau programme revendiquait la démocratie syndicale, l'indépendance face à l'État, les patrons, et les partis politiques, la non-affiliation à aucune centrale syndicale internationale (de l'Est ou de l'Ouest) et la promotion de l'unité syndicale internationale.
Entre 1969 et 1971, Hugo Cores, par ailleurs membre de la Fédération anarchiste uruguayenne (FAU), était son vice-président.

## Coup d'État de juin 1973 et dictature
La CNT fut interdite le 30 juin 1973, ce qui n'empêcha pas le lancement d'une grève générale contre le coup d'État, qui dura jusqu'au 12 juillet 1973. Toutefois, avec le Mouvement de libération nationale - Tupamaros (MLN-T) défait, les possibilités de résistance armée aux militaires étaient très faibles. Deux syndicalistes furent tués pendant la grève, des centaines arrêtées et des milliers licenciés sans indemnisation. 
Malgré la dissolution de la CNT, les travailleurs s'affilièrent clandestinement à la confédération, organisant des mobilisations pour la Fête du travail de 1974 et de 1975. En novembre 1980, la junte perdit un plébiscite visant à légitimer le régime, ouvrant un espace politique à la contestation. En mai 1981, une loi autorisa la création d'« associations professionnelles », ce qui fut mis à profit par les travailleurs pour s'organiser. Lors des élections de 1982, où seuls certains partis ont été autorisés, l'opposition (tolérée par les militaires) l'emporta nettement.
L'ASCEEP (Asociación Social y Cultural de Estudiantes de la Enseñanza Pública, Association sociale et culturelle des étudiants de l'enseignement public) fut créée en avril 1982, tandis que les coopératives de la FUCVAM furent re-fondées, et que la mobilisation pour les droits de l'homme s'intensifia, avec la participation d'organisations comme le SERPAJ (Service paix et justice).

## De la PIT à la PIT-CNT: l'union syndicale

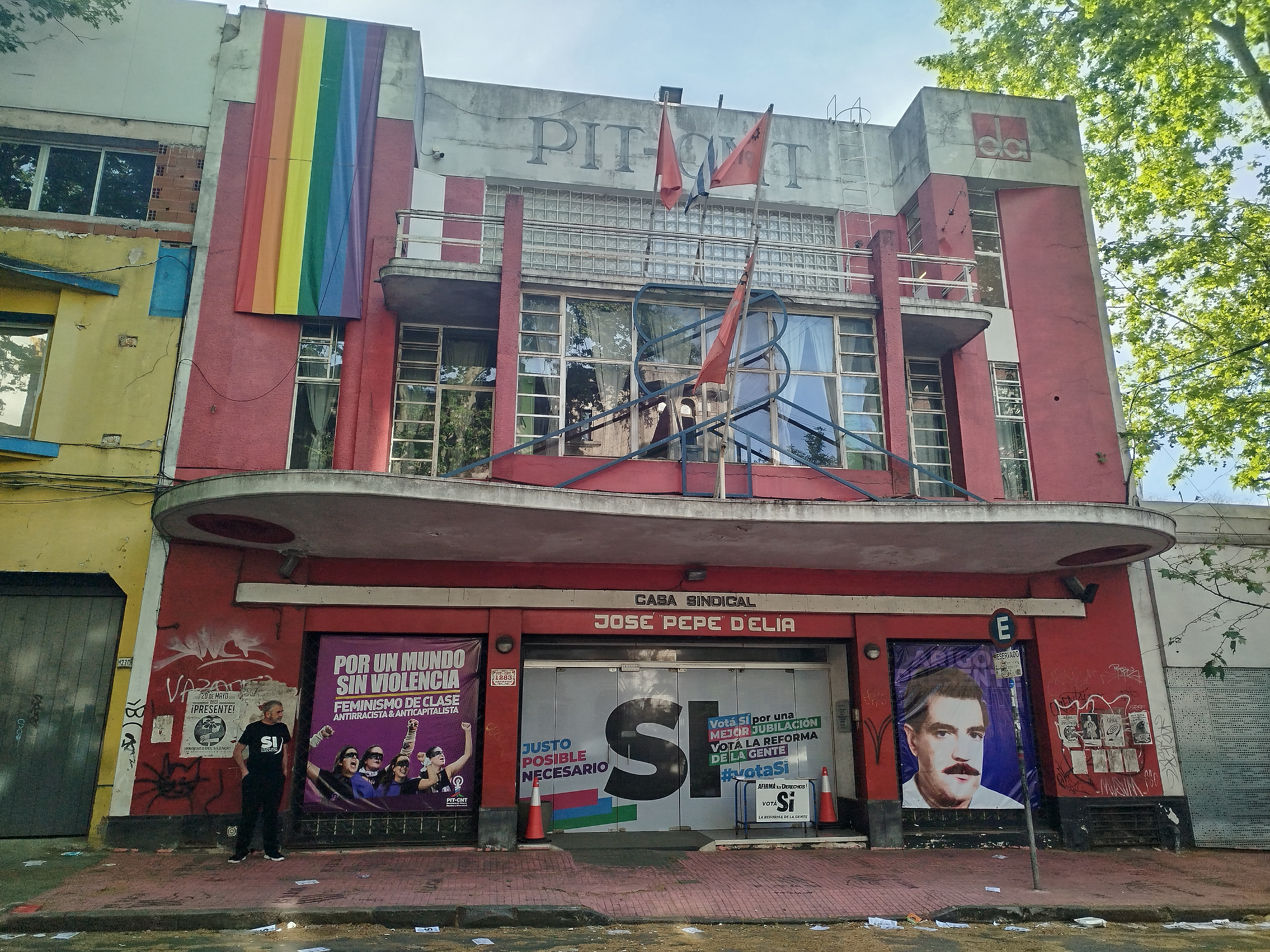
Siège de la FIT-CNT à Montevideo, en 2024

Un groupe de syndicats organisa les manifestations du 1er mai 1983, avec les banderoles « Liberté, Travail, Salaire et Amnistie! », acte fondateur de la création de la PIT. Après une grève générale le 18 janvier 1984, à laquelle se joignit notamment le SERPAJ et le syndicat étudiant, à la suite de laquelle la dictature tenta de dissoudre la PIT par décret, les manifestants défilèrent le 1er mai 1984 sous le mot d'ordre « un seul mouvement syndical! », ce qui a conduit à l'unification de la PIT et de la CNT proscrite. Le Pacte du Club naval (es) du 3 août 1984 permit ensuite l'organiser des élections libres en novembre 1984, lesquelles furent remportées par le Parti colorado et Julio María Sanguinetti. Les prisonniers politiques furent amnistiés et beaucoup d'exilés revinrent au pays, tandis que des Conseils de salaire furent convoqués pour engager des négociations salariales, jusqu'à ce que le gouvernement de Luis Alberto Lacalle cesse de les convoquer en 1991.
La PIT-CNT réalisa son IIIe Congrès en novembre-décembre 1985, et participa l'année suivante, avec les syndicats argentins, brésiliens, boliviens, chiliens et paraguayens, à la création de la Coordinadora de Centrales Sindicales del Cono Sur (Coordination des centrales syndicales du Cône sud).
La PIT-CNT participa activement aux mobilisations pour l'abrogation de la « loi de Caducité » de 1986 (amnistie portant sur les crimes commis par les militaires lors de la dictature), soumise à référendum en avril 1989, mais presque 56 % de la population vota pour son maintien. Le mouvement syndical fut ensuite durement atteint sous le gouvernement Lacalle (Parti blanco) et le second gouvernement Sanguinetti (Parti colorado), qui mirent tous deux en œuvre une politique néolibérale, tandis que le pays était soumis à une désindustrialisation intense, l'importation de produits manufacturés augmentant rapidement. Ceci eut pour conséquence une grave déstructuration du mouvement ouvrier, aggravée par la hausse du chômage, les privatisations, etc.
Ainsi, l'affiliation syndicale baissa de 1987 à 2003, n'atteignant plus que 102 affiliés en 2003! Avec la victoire du Front large (coalition de gauche) en 2005 et l'élection de Tabaré Vázquez, de nouveaux syndicats ont été créés tandis que l'affiliation syndicale augmentait rapidement, 240 000 travailleurs étant représentés au congrès de 2006. Les Conseils de salaire furent réinstaurés et amplifiés au secteur public, rural et aux services à domicile, tandis que le gouvernement Vázquez passa plusieurs lois sur les droits syndicaux, ratifiant par ailleurs un certain nombre d'accords avec l'Organisation internationale du travail (OIT).